# Új-zélandi kettes számú előőrs katonai temető
Az Új-zélandi kettes számú előőrs katonai temető (New Zealand No.2 Outpost Cemetery) első világháborús nemzetközösségi sírkert a Gallipoli-félszigeten.

## Története
A szövetséges csapatok 1915. április 25-26-án szálltak partra a Gallipoli-félszigeten azzal a céllal, hogy kikényszerítsék Törökország kilépését a háborúból, az új front megnyitásával pedig tehermentesítsék a nyugati frontot és utánpótlási utat nyissanak Oroszország felé.
1915. április 30-án az új-zélandi canteburyi gyalogzászlóalj állította fel az egyes és a kettes előretolt állást. A ketteshez közel állították fel a 16. kötözőállomást és a fogászati klinikát. Május végén heves harcok dúltak a környéken, és a terület az egyik kiinduló pontja volt a Sari Bair-i csatában résztvevő egységeknek. A temetőben 183 nemzetközösségi katona nyugszik, közülük 150-et nem sikerült azonosítani.